# Affaire Jean-Yves Morel
L'affaire Jean-Yves Morel est une affaire criminelle française dans laquelle Jean-Yves Morel, technicien de laboratoire, a assassiné sa belle-sœur Marylène Roussey (17 ans), le 5 avril 1996, chez lui, à La Frénaye. Il a ensuite assassiné, le 26 juin 1997, une étudiante en chimie, stagiaire dans l'entreprise où il est employé, Elizabeth Griffin.

## Détails sur les faits
Le 5 avril 1996, en Normandie, Marylène Roussey, une lycéenne de 17 ans, disparaît près du Havre. Elle est décrite comme toujours souriante, joviale, mais également en conflit avec ses parents.
Elle a été aperçue pour la dernière fois le vendredi 5 avril 1996 par sa sœur, Nadine, chez qui elle a déjeuné. Elle laisse en revanche un mot sur la table : « Je pars, ne vous occupez pas de moi, on se reverra bientôt, mais pas avant mardi ». Croyant à une fugue, le père de la jeune fille déclare donc sa disparition aux gendarmes de Notre-Dame-de-Gravenchon quatre jours après sa disparition.
L'enquête est classée sans suite huit mois plus tard, lorsque Marylène atteint l'âge légal de la majorité, bien qu'elle soit toujours disparue.
Le 26 juin 1997, Élizabeth Griffin, une étudiante en chimie de Rouen disparaît à son tour. Cette disparition est considérée comme inquiétante et les gendarmes de la section de recherche du Havre sont chargés de l'affaire.
Le 3 juillet 1997, dix jours après sa disparition, sa voiture est retrouvée sur un parking de Lillebonne. Le véhicule est ouvert, la clé est sur le contact et son sac à main s'y trouve encore.
Aucun lien à priori entre ces deux disparitions, si ce n'est une ressemblance troublante entre les deux femmes. Les enquêteurs finissent tout de même par lier les deux disparitions : Marylène Roussey est la belle-sœur de Jean-Yves Morel, et Élizabeth était stagiaire dans le laboratoire pharmaceutique Bayer, à Lillebonne, où travaille le suspect.

## Profil psychologique du tueur
Jean-Yves Morel est un homme banal : marié, habitant d'une petite ville, et employé chez Bayer en tant qu'aide-chimiste. Il entretient des rapports amicaux avec ses voisins, avec lesquels il aime parler d'automobile et de sport (planche à voile, tennis…).
Discret, Jean-Yves Morel a surpris ses proches par son crime. Tantôt d'un naturel calme et sympathique, il était aussi décrit comme intelligent, calculateur voire froid, évitant les contacts au maximum. Il s'est créé une réputation de suspect irréaliste, tant il est sans histoire.
Cette facette extérieure de sa personnalité cache une intimité plus perverse. La perquisition faite à son domicile près d'un an après le début des enquêtes a dévoilé son obsession pour la pornographie, qu'il alimentait grâce à sa collection de magazins explicites et de cassettes vidéo.
L'enquête détermine aussi qu'il est un individu manipulateur, qui cherche régulièrement à se victimiser (il justifie ses deux crimes par le fait que les deux femmes ont repoussé ses avances). L'enquête révèle également qu'à l'époque de son interpellation, Jean Yves Morel a contracté de nombreux crédits et est couvert de dettes.
Les avocats de la défense choisissent de mettre l'accent sur son enfance difficile pour justifier ses comportements. Ses sœurs et lui décrivent cette époque comme tourmentée par un père violent.

## Enquête
À la suite de la disparition des deux jeunes filles, dont la ressemblance physique est frappante, une enquête est lancée par les autorités de police de Seine-Maritime.

### Les prémices de l'enquête
Jean-Yves Morel, qui est le seul lien entre les deux disparues, est mis en garde à vue. Il affirme avoir vu l'une des deux victimes trois jours après sa disparition déclarée. Cette fausse déclaration, que les enquêteurs ont rapidement mise de côté, était une tentative d'obstruction à la justice. Sans preuves plus probantes, les enquêteurs sont obligés de lui rendre sa liberté. Mais, persuadés de sa culpabilité, ils entament une filature de plusieurs mois.

### Le tournant de l'enquête
Finalement, un voisin de Jean-Yves Morel contacte la police près de dix mois après le début de l'enquête. Il affirme avoir aperçu son voisin effectuer des travaux étranges dans son jardin les jours suivant la mort des deux jeunes femmes.

### Les aveux
Fin avril 1997, les enquêteurs se rendent sur place. « Des fouilles minutieuses avec un géoradar permettent de découvrir enfin le corps de la jeune femme [Élizabeth Griffin], dénudé. ». Le corps était caché sous une dalle de béton récemment construite. Jean-Yves Morel avoue l'avoir tué, mais invente des circonstances accidentelles qui le place en victime. Mis en garde à vue, il est poussé à avouer le meurtre de Marylène Rossey, retrouvée elle aussi dans le jardin (sous un arbre planté récemment). Lors de son incarcération, il tente de se suicider.

## Procès
Jugé pour plusieurs chefs d'accusations dont le viol (avoué aux enquêteurs) et l'homicide avec préméditation par la cour d'assises, Jean-Yves Morel est condamné en février 2000 à la prison à perpétuité pour les viols et les meurtres d'Elisabeth Griffin, étudiante de 23 ans et Marylène Roussey, sa belle-sœur de 17 ans.

## La libération de Morel
Jean-Yves Morel est libéré au cours de l'été 2022 après 24 années passées en prison. Son contrôle judiciaire stipule qu'il lui est interdit de se rendre dans la région de Rouen, lieu des crimes, sous peine de réincarcération.

### Documentaires télévisés
- « L'affaire Morel, l'homme aux deux visages » le 24 novembre 2010 dans Enquêtes criminelles : le magazine des faits divers sur W9.
- « La maison de l'horreur » le 18 janvier 2013 dans Suspect no 1 sur TMC.
- « La maison de l'horreur » (deuxième reportage) le 9 novembre 2013 dans Chroniques criminelles sur NT1.
- « Affaire Morel, un gendre un peu trop idéal » le 29 octobre 2022 dans Au bout de l'enquête, la fin du crime parfait ? sur France 2.

### Émission radiophonique
- « L'affaire Jean-Yves Morel, la maison de l'horreur » le 21 janvier 2014 dans L'Heure du crime de Jacques Pradel sur RTL.
- « Jean Yves Morel, Mr tout le monde et tueur en série » le 21 avril 2017 dans Hondelatte raconte de Christophe Hondelatte sur Europe 1.
- L'Heure du crime le 8 février 2022, de Jean-Alphonse Richard sur RTL.
- « Le tueur qui allait à la messe » le 10 février 2022 dans Hondelatte raconte de Christophe Hondelatte sur Europe 1 [écouter en ligne].